# Cinquedea
Die Cinquedea, auch Cinqueda, (im Deutschen als Ochsenzunge bezeichnet, englisch anelace, französisch langue de Bœuf, tschechisch Veruna oder Pistos) ist eine spätmittelalterliche Klingenwaffe mit überbreiter Klinge. Sie wurde in Norditalien entwickelt und im 15. und 16. Jahrhundert hauptsächlich von Zivilisten getragen.

## Beschreibung
Die Länge der Waffen variierte von etwa 35 bis 50 cm zwischen Dolch- und Kurzschwertgröße.
Der Name Cinquedea (‚fünf Finger‘) bezieht sich auf die Breite der Klinge am Heft. Die Klinge besitzt direkt unterhalb der Angel die Breite einer Hand, verjüngt sich stark von der Angel zur Spitze hin und besitzt charakteristische Hohlkehlen.
Der Knauf ist scheibenförmig, der Griff besteht aus einem Stück. Die Parierstangen sind verhältnismäßig kurz und bogenförmig nach unten gebogen.
Die breite Klinge ist ideal für Verzierungen, so dass sich sehr schön gestaltete Exemplare, von einfachen Mustern bis hin zu ganzen Figurengruppen, in den verschiedenen Sammlungen finden.